# Antictenista
Antictenista is een geslacht van vlinders van de familie bladrollers (Tortricidae), uit de onderfamilie Olethreutinae.

## Soorten
- A. mesotricha Meyrick, 1927
- A. phaedra Meyrick, 1931